# Nilul Albastru
Nilul Albastru (în amharică ጥቁር አባይ; în arabă النيل الأزرق) este un râu originar din Lacul Tana din Etiopia. Curge aproximativ 1.450 km (900 mi) prin Etiopia și Sudan. Împreună cu Nilul Alb, este unul dintre cei doi afluenți majori ai Nilului, și furnizează aproximativ 80% din apa din Nil în timpul sezonului ploios. Pe râu s-a construit hidrocentrala Marele Baraj Etiopian al Renașterii.

## Curs
Distanța râului de la izvor până la confluența sa a fost raportată ca fiind între 1.460 kilometri (910 mi) și 1.600 kilometri (990 mi). Această incertitudine ar putea rezulta din faptul că râul curge printr-o serie de chei practic impenetrabile tăiate în Highlands etiopian la o adâncime de 1500 m — o adâncime comparabilă cu cea a Marelui Canion a Râului Colorado în Statele Unite. Conform materialelor publicate de Agenția Centrală de Statistică, Nilul Albastru are o lungime totală de 1.450 kilometri (900 mi), din care 800 kilometri (500 mi) se află în interiorul Etiopiei.